# Computador de voo
O computador de voo é um instrumento que resolve os principais cálculos de navegação aérea. Os modelos mais difundidos são: de régua e circular. Este tipo de instrumento nada mais é do que uma régua de cálculo usada em engenharia, ajustada para resolver problemas de navegação.
As duas faces ou lados que possui são chamadas de face "A" ou "de cálculo" e face "B" ou "do vento". A face "A" possui um círculo móvel que tem em sua periferia uma escala graduada de 10 a 100, além de janelas com diversas finalidades. O círculo externo é igualmente graduado. A face "do vento" possui uma Rosa dos Ventos móvel e, quando os cálculos forem efetuados neste lado, para o caso do computador ser o "de régua", esta deverá estar inserida no computador.
Os computadores de voo atuais são eletrônicos, facilitando os cálculos e minimizando as possibilidades de erro.
O computador de voo é uma ferramenta fundamental para pilotos de aeronaves; e seu conhecimento é indispensável por parte deles, pois com ela é possível otimizar o tempo com cálculos tipo multiplicações, divisões, proporções, regra de três, componentes de vento, ângulos de correção e conversões de diversas unidades de medida.  